# 非細菌性慢性膀胱炎
非細菌性慢性膀胱炎（ひさいきんせいまんせいぼこうえん）は、慢性膀胱炎の原因である基礎疾患（尿路結石・脳血管障害・間質性膀胱炎・糖尿病・子宮癌・直腸癌など）が認められず、そして原因となる病原菌も特定できない状態で、細菌性慢性膀胱炎と同じような膀胱刺激症状を認める病態のこと。

## 病因
年齢で分類すると、若年型慢性膀胱炎と中高年型慢性膀胱炎に分けることが出来る。
若年型慢性膀胱炎
20歳代～40歳代前半までの女性に発生する慢性膀胱炎である。簡単な尿検査では異常を認めないので、「気のせい」「心因性」「精神的」と誤診される事例が多い病気である。膀胱粘膜の白苔変性やビロード状変性が認められる。現時点では原因不明であるが、隠れた排尿障害が原因と主張する医師もいる。
中高年型慢性膀胱炎
更年期以降（50歳前後）の女性に多く発生する慢性膀胱炎である。主な原因は女性ホルモンの低下によって膀胱粘膜が変性・過敏になって起きる炎症である。細菌が存在しても炎症の原因ではない。

## 症状
症状の多様性は、膀胱を支配する脊髄中枢（胸椎10番～仙骨4番）の過敏さによる関連痛がその主な原因である。
1. 頻尿：1時間～2時間ごとの排尿。多い患者は1日30回以上トイレに行く。
2. 残尿感：排尿直後に尿を出したりない感じに囚われる。
3. 尿意頻拍：尿は出ないと理解しているが、常に尿意が襲う。
4. 排尿痛：排尿の終末時・直後に尿道から奥にかけて痛みが走る。
5. 下腹部痛：恥骨部を中心として重い痛みや激痛が走る。
6. 外陰部痛：陰部から肛門にかけて重い痛みやキリでえぐるような痛みが走る。
7. 腰痛・背部痛：腰から背部にかけて重い痛みがある。
8. 下肢の不快感：大腿部（太もも）の内側や足の裏に痛みやしびれ感がある。

## 検査
まず、細菌感染や基礎疾患を否定する必要がある。そのために、急性膀胱炎や間質性膀胱炎の証明に必要な検査を行う。
1. 尿検査
2. エコー検査
3. 尿流量測定ウロフロメトリー検査
4. 膀胱日記検査
5. 水圧膀胱鏡検査

## 治療
細菌感染や基礎疾患が否定されれば、非細菌性慢性膀胱炎と診断する。
若年型慢性膀胱炎の治療
現時点では明確な原因が分かっていないので、治療も対症療法に終始してしまうのが通例である。排尿障害が原因の場合は、その原因を取り除くことで症状の軽快をみる。
中高年型慢性膀胱炎の治療
女性ホルモン低下が病気の原因だから、ホルモン補充療法を行う。膀胱が若返れば辛い症状が改善する。